# Loveleen Tandan
Loveleen Tandan és una directora de cinema i directora de càsting índia. Es va acreditar com a codirector de la guanyadora de quatre Globus d'or set cops BAFTA i vuit premis Oscar (inclosa la millor pel·lícula) Slumdog Millionaire (2008), per qual va compartir un premi al millor director al New York Film Critics Online Award, al Festival Internacional de Cinema de Rotterdam i un premi Amanda de Noruega compartits amb Danny Boyle. També ha estat directora del càsting per a diverses pel·lícules, entre elles la guanyadora del Lleó d'Or i la nominada al Globus d'Or Les noces del monsó (2001) i la nominada als BAFTA Brick Lane (2007). Ha estat consultora en el càsting de la pel·lícula nominada al Premi Gotham i Independent Spirit Award The Namesake (2007).. Loveleen ha participat en el prestigiós "Annual Women's Big Impact Report", una iniciativa de la revista Hollywood's Variety, que perfila a les dones que han aportat aportacions innovadores en l'entreteniment mundial.

## Biografia
Loveleen Tandan va néixer i va créixer a Nova Delhi, Índia. Va fer la seva formació escolar a l'escola Mater Dei. Va estudiar sociologia a l'Hindu College de la Universitat de Delhi. Va ser activa en la política universitària i va ser nominada ministra de Finances del col·legi. Va cursar un Màster amb millors honors en comunicació masses de la Jamia Millia Islamia University.
Va treballar primer amb Deepa Mehta a Earth (1998), i després va treballar amb Mira Nair en tres pel·lícules: Les noces del monsó (2001) Vanity Fair (2004) i The Namesake (2006). També va ser la directora del càsting (al costat de Shaheen Baig) de Brick Lane (2007), dirigida per Sarah Gavron i adaptada de la novel·la del mateix nom de Monica Ali.
El crèdit més important de Tandan és Slumdog Millionaire (2008), on inicialment va començar com un dels directors de càsting del film (amb Gail Stevens coordinant el càsting de Londres), però va ser, durant la producció del film, designat com a "codirector: India" de Danny Boyle en reconeixement de les seves contribucions importants en la realització de la pel·lícula. Boyle va explicar el seu raonament darrere del crèdit afirmant que era "perquè jo la tenia allà cada dia, i vaig confiar enormement en ella per assegurar-me que no cometia grans errors i, evidentment, la traducció per a nens. I la traducció. del text perquè, òbviament, si traduïu una línia de Simon literalment a l'hindi, només hi haurà un nen de set anys ... Per tant, se’ls hauria de donar una línia que equivalia a l'hindi. " La mateixa Tandan va declarar que se li va concedir el crèdit de codirector després que "li suggerís a Danny i Simon Beaufoy, l'escriptor de Slumdog, que era important fer-ne alguna cosa en hindi per donar vida a la pel·lícula (el 20% de la pel·lícula és en hindi). Em van demanar que fes diàlegs en hindi que, per descomptat, vaig acceptar de forma instantània. I a mesura que ens acostàvem a la data de la sessió, Danny em va demanar que participés com a codirectora."
La pel·lícula va guanyar vuit premis Oscar, cinc Critics' Choice Awards, quatre Globus d'or i set premis BAFTA. El treball de Tandan com a codirectora de la pel·lícula va ser reconegut pels premis New York Film Critics Online Awards (Premis NYFCCO), que van premiar "Millor director" a "Danny Boyle amb Loveleen Tandan".

## Filmografia

### Director
- Slumdog Millionaire (2008) – Co-Director (Índia)

### Directora de càsting
- Slumdog Millionaire (2008)
- Tandoori Love (2008)
- Brick Lane (2007)
- Migration (2007)
- Vanity Fair (2004)
- Les noces del monsó (2001)

### Consultora de càsting
- The Namesake (2006)

### Assistent de producció
- Earth (títol hindi: 1947) (1998) –